# Fekete katonalégy
A fekete katonalégy (Hermetia illucens), rövidítve FKL, a rovarok (Insecta) osztályának kétszárnyúak (Diptera) rendjébe, ezen belül a katonalégyfélék (Stratiomyidae) családjába tartozó faj.

## Elterjedése
Bár eredetileg Közép- és Dél-Amerikában őshonos, a második világháború során Európába, Indiába, Ázsiába és Ausztráliába is eljutott, és végül manapság már az Antarktiszon kívül világszerte elterjedt faj.

## Megjelenése

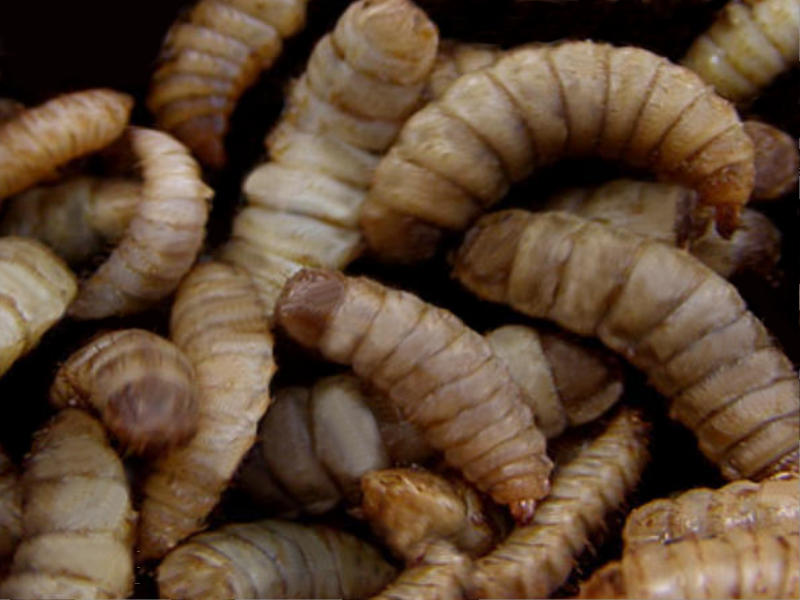
Lárvái

Az imágók jellegzetesen hosszúkásak, testhosszuk 1 és 2,5 centiméter közötti, fekete vagy kék színűek, és darázsszerű külsővel rendelkeznek. Ezek mellett csápjuk három szegmensből áll, és lábaik vége fehér színű. A nőstények jellegzetessége a villaszerű tojócső, amely alapján könnyen beazonosíthatók. 
A lárvák elérhetik a 27 milliméter hosszúságot és 6 milliméter szélességet. Színük fakó, fehéres, és apró rágószervvel rendelkeznek, amellyel rendkívüli mennyiségű hulladék elfogyasztására képesek. 
A peték 1 milliméter hosszúak, halványsárgák vagy krémszínűek.

## Életmódja
A lárva növekedési üteme szigmoid görbét ír le, azaz az első öt vedlés után lelassul a fejlődés. A lárvaállapot, a takarmány összetételétől függően, 18–36 napig tart, ekkor a lárvák elérhetik akár a 3,5 centiméteres testhosszt és a 0,5 grammos testsúlyt. Ezt követi az előbáb állapot, amely 5–8 napig tart, majd az 1–2 hetes bábállapot következik. Bár a kifejlett legyek a saját zsírraktáraikból csupán 8–10 napig képesek túlélni, a táplálékkal és vízzel ellátott egyedek akár 47–73 napig is életképesek.
A lárvák kiváló emésztőrendszerrel rendelkeznek, amelynek segítségével sokrétű természetes hulladékot képesek lebontani. Erős emésztőrendszerük révén elviselik a sókat, alkoholokat, ammóniát és egyéb toxikus élelmiszereket. Rendkívüli ellenállóképességgel bírnak, szélsőséges körülmények jelenlétében is túlélnek, még akár oxigénhiányos környezetben is. Emellett izopropanolba rakva őket körülbelül két órán át élnek, valamint több ezer g-s centrifugális erő sem tesz bennük kárt.

## Szaporodása
A kifejlett hím legyek a bábból való kibújást követően 2–4 napon belül megkezdik a párzást. Emellett a nőstények további két napot igényelnek a kikeléshez, mivel hosszabb fejlődési időre van szükségük a petézéshez szükséges nagyobb zsírraktár kialakításához a testükben. A kifejlett egyedek kisebb csoportokban gyülekeznek egy félreeső cserje vagy fa közelében, hogy párt találjanak. A hímek saját territóriummal rendelkeznek, ahol a nőstényeket várják, és elűzik a behatoló riválisokat. A hímek a levegőben elfognak maguknak egy repülő nőstényt, majd leszállnak vele, hogy befejezzék a szaporodást. Párzás után a nőstények megfelelő petézőhelyet keresnek, száraz felületet és sötét környezetet részesítve előnyben. A nőstények nem közvetlenül a szerves hulladékra rakják petéiket, hanem csak annak közelébe, hogy a kikelt lárvák nagyobb eséllyel maradjanak életben. Egyetlen alkalommal egy 200–700 petéből álló tömeget raknak le, melyek 27 °C-on körülbelül 4 napon belül kikelnek.

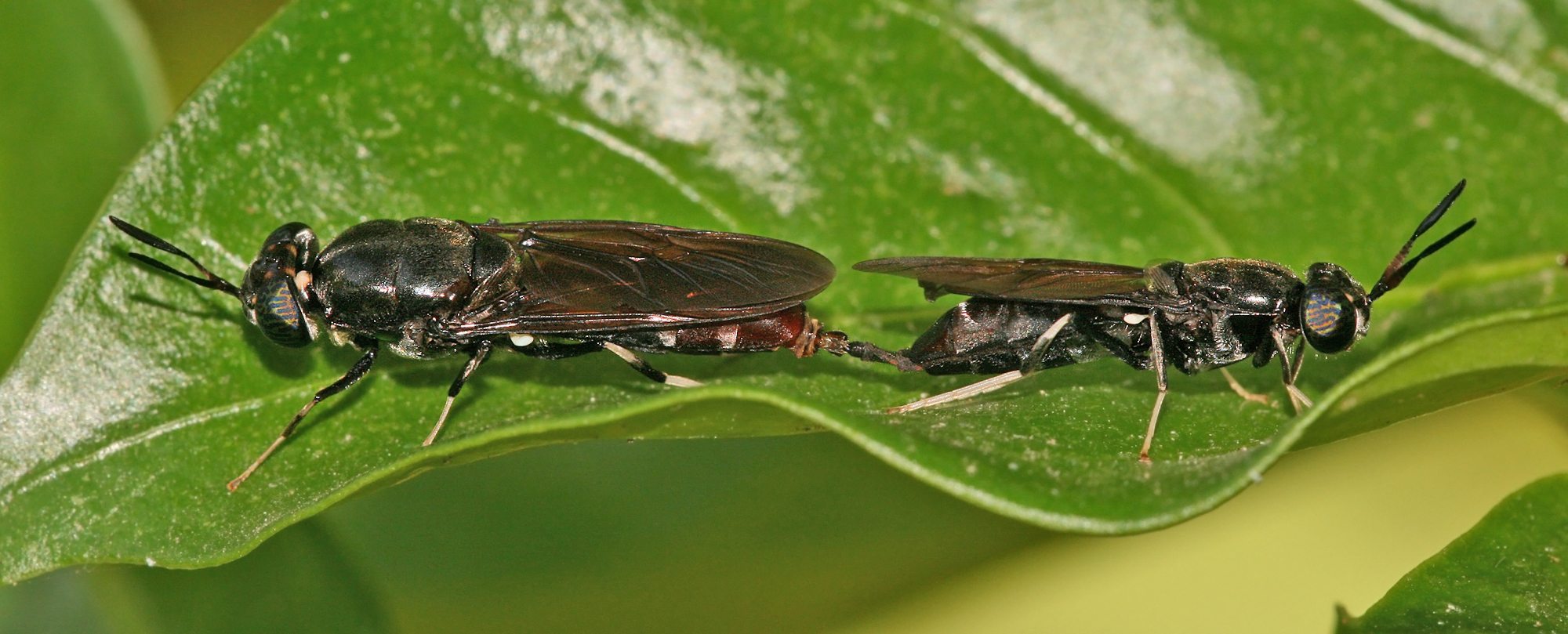
Szaporodó katonalegyek

## Felhasználása
A fekete katonalégy az egyik legnagyobb mennyiségben tenyésztett rovarfaj, amelynek felhasználását az Európai Unió 2017. június 1-jei rendelete is jóváhagy. Magas fehérjetartalmú lárvái gyors növekedésűek és képesek lebontani számos szerves hulladékot, így nemcsak a takarmányiparban, hanem a hulladékkezelésben és a fenntartható mezőgazdaságban is fontos szerepet töltenek be. Az EU-ban évente 37 millió tonna biohulladék keletkezik, amelynek újrahasznosítására a fekete katonalegyek hatékony megoldást kínálnak. A faj képes közvetlenül az organikus hulladékból származó szén-, nitrogén- és nyomelemeket hasznosítani, ezért minimális előfeldolgozás szükséges, és a változatos táplálékból – például növényi rostból – keletkező rövid láncú zsírsavakat is hasznosítja. Emellett a fekete katonalégyből származó termékek széles skálája előállítható – az állateledeltől kezdve a bioüzemanyagon át a bioműanyagig, kenőanyag-kiegészítőkig, antimikrobiális vegyületekig, kitinig és kitozánig. Ugyanakkor tenyésztése speciális környezeti feltételeket igényel, eltérően más nagyüzemben tartott rovartokétól.

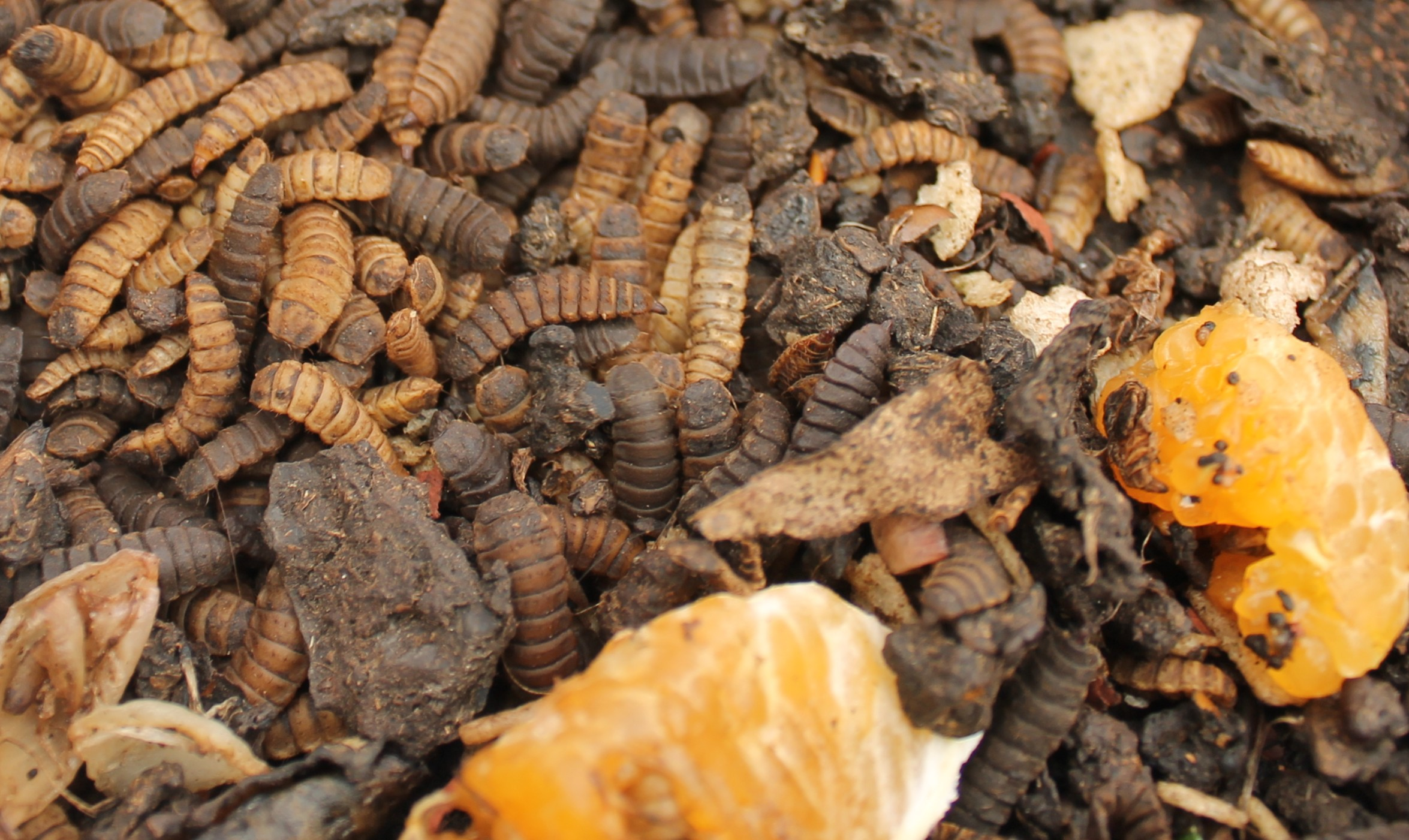
Biohulladékon táplálkozó lárvák

Eredetileg a szerves hulladékgazdálkodásban alkalmazták, de napjainkban a takarmányozás vált fő felhasználási területévé. A vonatkozó jogszabályoknak megfelelően nemcsak az EU-ban, hanem az Amerikai Egyesült Államokban és Kanadában is engedélyezett a haszon- és társállatok takarmányozására. Lárváit széles körben használják az akvakultúrában, valamint baromfi- és sertéstakarmányként, mivel tápanyagokban gazdagok és könnyen emészthetők. Kinyert zsírjuk a takarmánygyártásban, illetve a gyógyszeriparban és a kozmetikában is hasznosul. A lárvaolaj emellett javítja a zsíranyagcserét és akár a szója-, illetve a pálmaolajat is helyettesítheti. A lárvák kitintartalma víztisztításra és talajjavításra is alkalmas, míg a lárvaürülék természetes trágyaként alkalmazható, hiszen megőrzi a foszfort és káliumot, elősegíti a növények tápanyagfelvételét, csökkenti a tápanyag kifolyását és javítja a talaj mikrobiótáját. 
A lárvák nyerszsírtartalma 6–38%, nyersfehérje-tartalmuk pedig 38–57% között mozog. Kiemelkedő laurinsav-tartalmuk akár 60%-ra is növelhető. Bár lizinben gazdagok, metionin és cisztein pótlására szükség lehet. Kalciumtartalmuk jelentősen meghaladja más tenyésztett rovarfajokét. Haltakarmányként való használatáról végzett kutatások alapján 40–60%-os halliszt-helyettesítésnél az emészthetőség csökkenhet, de az eredmények más alternatív fehérjeforrásokkal összevethetők. A kitin jelenléte csökkenti az emészthetőséget, ugyanakkor elősegíti a bélflóra egyensúlyát és immunstimulánsként működik. A fekete katonalégyből készült liszt emészthetősége az esszenciális aminosavak tekintetében 90% körüli, így alkalmas a halliszt részleges kiváltására. Gyakorlati alkalmazásban a 25–50%-os bekeverés nem rontotta az állatok termelési mutatóit, míg a zsírtalanított liszt kifejezetten előnyösnek bizonyult. Túl magas bekeverési arány esetén csökkenhet a hús omega-3 zsírsavtartalma.

## Tenyésztése

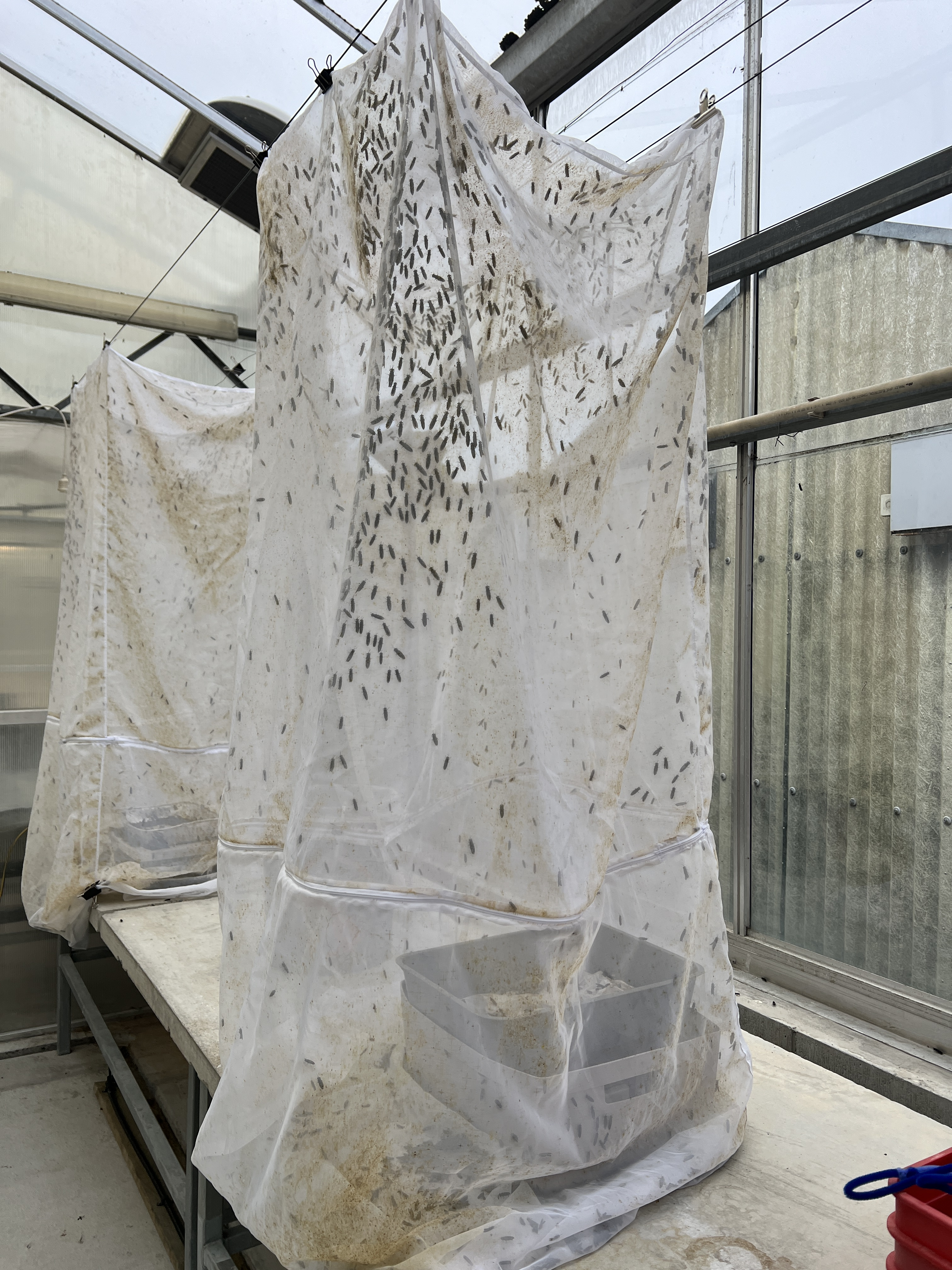
Kifejlett katonalegyekből álló kolónia egy tenyésztősátorban

A felnőtt legyek elhelyezésére általában 2–3 m × 1–2 m × 1–2 m méretű, fakeretes, szúnyoghálós ketrecek használatosak. A telepítési sűrűségnek nincs jelentős hatása a peterakás előtti időszak hosszára, a peték súlyára vagy a kelési arányra, bár nagyon nagy sűrűség esetén a kelési arány csökkenhet. A kifejlett legyek számára ideális a 25–27 °C-os hőmérséklet és a 60–70%-os relatív páratartalom. A párzáshoz szükséges a megfelelő megvilágítás, ezért zárt környezetben halogén izzó vagy, még jobb, világító dióda – fluoreszcens fényforrással kombinálva – alkalmazása ajánlott. A 365 nm, 450 nm és 515 nm-es LED fények 1:1:3 arányú kombinációja jobb szaporodási mutatókat eredményez, mint a fehér LED.
A peterakáshoz egy szerves anyagot tartalmazó edény fölé kell elhelyezni a felületet, melyet lefedve sötét környezetet biztosítanak. A felnőtt legyek termelékenységét és élettartamát javítja a megfelelő takarmányozás, például a cukor–tejpor–pepton 3:1:1 arányú keverék, amely 10 nappal meghosszabbítja a peterakási időszakot és háromszoros petemennyiséget eredményez. Ezek optimalizálása növeli a nagyüzemi előállítás hatékonyságát. A lerakott petéket kis adagokban, körülbelül 1 gramm mennyiségben érdemes műanyag edényekben elhelyezni, majd a lárvákat nagyobb edénybe áthelyezik, ahol napi 500–1000 gramm nedves takarmány segíti a fejlődést. Az optimális környezet továbbra is a 25–27 °C-os hőmérséklet és a 60–70%-os páratartalom, bár már 50%-os páratartalom mellett is életképesek.

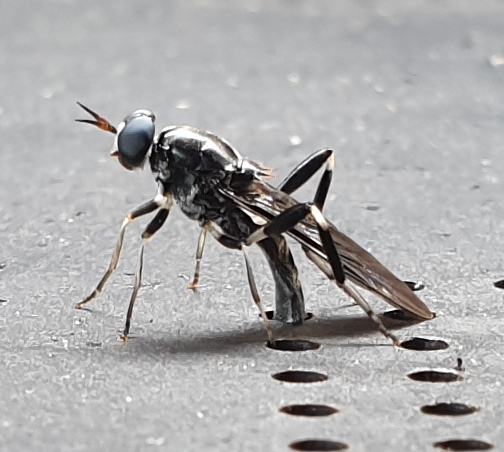
Egy nőstény katonalégy egy lárvafarm résébe petézik

A túl magas lárvasűrűség (10 lárva/cm²) kisebb testsúlyt, hosszabb fejlődési időt és megnövekedett halálozást eredményez, míg 2–6, maximum 8 lárva/cm² sűrűség tekinthető ideálisnak. A hímek körülbelül 2 nappal hamarabb kelnek ki, így az 50–50%-os ivararány megfelelőnek számít. A kikelés utáni harmadik napon az előbábokat egy másik edénybe kell helyezni, ahol a kikelő legyek túlnyomó része nőstény. A lárvák 24 órás éhezése megváltoztatja a metabolikusan aktív mikrobióta mennyiségét és összetételét, ami hátrányosan befolyásolja a további fejlődést, ezért szállítás vagy átcsoportosítás során folyamatos takarmányellátás javasolt. A lárvákat 50–70%-os nedvességtartalmú takarmánykeveréken tartandóak, ahol a csirketáp esetén a 60%-os víztartalom bizonyul optimálisnak a gyorsabb fejlődés, jobb túlélés és nagyobb végsúly elérése érdekében. A lárvák 21°C alatt lelassulnak, 0°C alatt pedig elpusztulnak, ezért a hidegebb hónapokban szigeteléssel ajánlott biztosítani számukra a megfelelő hőmérsékletet. Egy egyszerű hungarocell lap segíthet megtartani a lárvák által termelt hőt, így a rendszer télen is működőképes maradhat.
Fontos a megfelelő szénhidrátellátás is, mert kizárólag húsliszttel etetett lárváknál magasabb a mortalitás és lassabb a fejlődés, míg a csirketáp vagy annak húsliszt keveréke kedvezőbb eredményeket ad. A takarmány pH-értéke is lényeges: 4 feletti pH mellett nem változik jelentősen a végsúly, de savasabb keverék esetén csökken, míg pH 8 mellett a fejlődés a legkedvezőbb. Az optimális lárvasúly elérése kulcsfontosságú, mert a nehezebb lárvákból kifejlődő nőstények több petét raknak le.